# Сигман, Моррис
Мо́ррис Си́гман (Сигмен, англ. Morris Sigman; 1881, Аккерман, Бессарабская губерния — 19 июля 1931, Сторм-Лейк, Айова) — американский профсоюзный лидер, в 1923—1928 годах президент Международного профсоюза дамских портных (ILGWU).

## Биография
Моррис Сигман родился под именем Мойше Зигман в 1881 году в Бессарабии. В 1902 году эмигрировал в Великобританию, а в 1903 году — в США, поселился в Нью-Йорке. Работая в трикотажной индустрии, в 1904 году вступил в Социалистическую трудовую партию Дэниэла де Леона и организовал Независимый профсоюз гладильщиков (Independent Cloak Pressers' Union), присоединив его к Социалистическому рабоче-ремесленному альянсу (Socialist Trade and Labor Allaince); был президентом Объединённого совета профсоюза меховщиков (Joint Board of Cloakmakers' Union). В 1905 году стал одним из основателей профсоюза Индустриальных рабочих мира.
В 1908 году Моррис Сигман стал активистом Международного профсоюза дамских портных (International Ladies' Garment Workers' Union), ставшего одним из крупнейших в стране. Занимал должность президента его нью-йоркского отделения ILGWU Local 35 (так называемого Нью-Йоркского профсоюза гладильщиков — New York Cloak Presser Union), затем секретаря-казначея Международного профсоюза дамских портных и до 1923 года — его первого вице-президента.
В 1923 году, при поддержке члена исполнительного совета Дэвида Дубинского, Моррис Сигман сменил Бенджамина Шлезингера (1876—1932) на посту президента Генерального исполнительного совета Международного профсоюза дамских портных. Тотчас после вступления в должность Сигман, известный своими антикоммунистическими воззрениями, расформировал левополитические группы в составе юниона, обвинив их в прокоммунистических позициях. В 1926 году был одним из организаторов затяжной забастовки меховщиков Нью-Йорка, которая привела к реформе трикотажной индустрии города. Занимался публицистикой на английском языке и идише. Занимая непримиримую антикоммунистическую позицию, последовательно исключил прокоммунистические группировки из отделений профсоюза в Нью-Йорке, Чикаго, Филадельфии и Бостоне, что привело к конфликту среди руководства юнионом. 14 ноября 1928 года президентом исполнительного совета был вновь избран Бенджамин Шлезингер, а Моррис Сигман вышел на пенсию по состоянию здоровья и поселился на ферме в городке Сторм-Лейк в штате Айова, где и умер 19 июля 1931 года. Похоронен на кладбище Маунт-Кармел.
Именем Морриса Сигмана назван участок 473—475—477 шоссе Франклина Д. Рузвельта в Нью-Йорке (Манхэттен) и одно из зданий (см. здесь) Жилищной корпорации Ист-Ривер трейд-юнионов трикотажной промышленности (Cooperative Village), основанной Международным профсоюзом дамских портных в 1953 году.